# Жовтушник дрібноцвітий
{{#ifeq:0|0|{{#if:|{{#if:Erysimumcheiranthoides|[[]}}|}}}}
Жовтушник дрібноцвітий, жовтушник лакфіолевидний (Erysimum cheiranthoides) — вид рослин з родини капустяних (Brassicaceae), поширений у помірній Євразії.

## Опис
Дворічна трав'яниста рослина 30–100 см заввишки. Пелюстки 3 мм довжиною, яскраво-жовті. Квітконіжки в 2–3 рази довші від чашечки і зазвичай майже вдвічі коротші від стручків. Стручки 20–40 мм довжиною, стислі, з рідкісними зірчастими волосками, прямостійні, на відхилених довгих (≈ 1 см) ніжках, чітко 4-гранні, з коротким стовпчиком і трохи виїмчастою приймочкою. Стебла прямостійні, часто розгалужені вище, ребристі. Середні й верхні стеблові листки коротко черешкові або сидячі; листова пластинка ланцетна, лінійна або еліптично-довгаста, (1)2–7(11) см × (2)5–10(20) мм. Китиці щиткоподібні, густоквіткові, витягнуті значно в плодах. Насіння довгасте, 1–1.5 × 0.4–0.6 мм. 2n = 16.

## Поширення
Поширений у помірній Євразії; натуралізований у північній Італії, північній Іспанії, Ірландії, північній Фінляндії, північній Швеції, північній Норвегії, Канаді, США, Аргентині, Новій Зеландії.
В Україні вид зростає на полях, біля доріг — на б. ч. території, крім Криму.

## Галерея

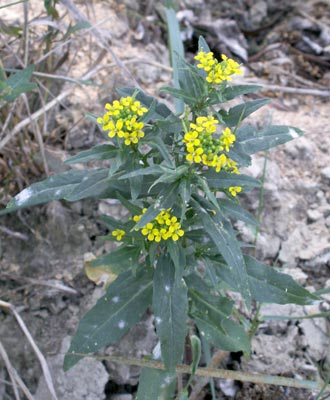
рослина
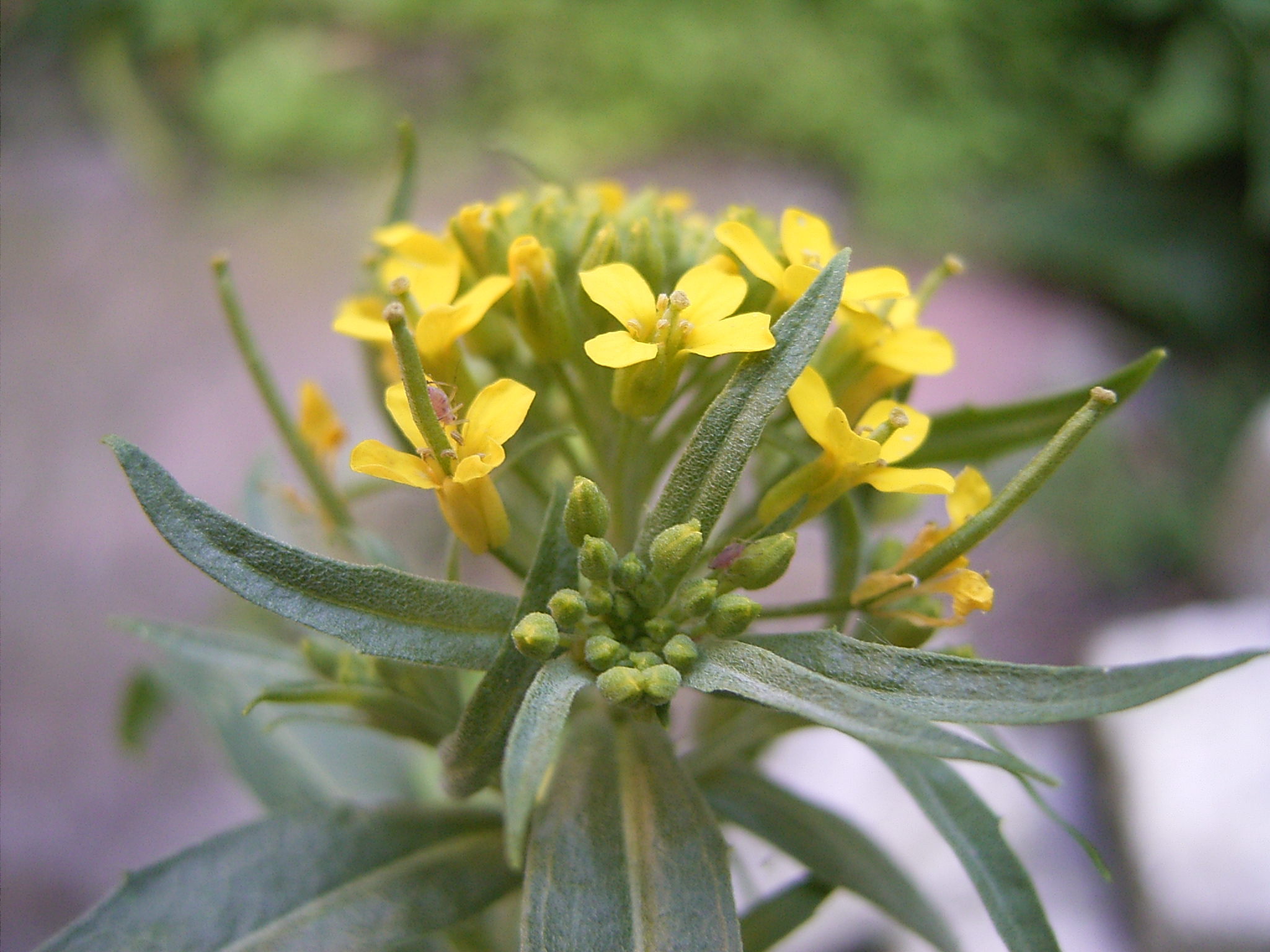
суцвіття
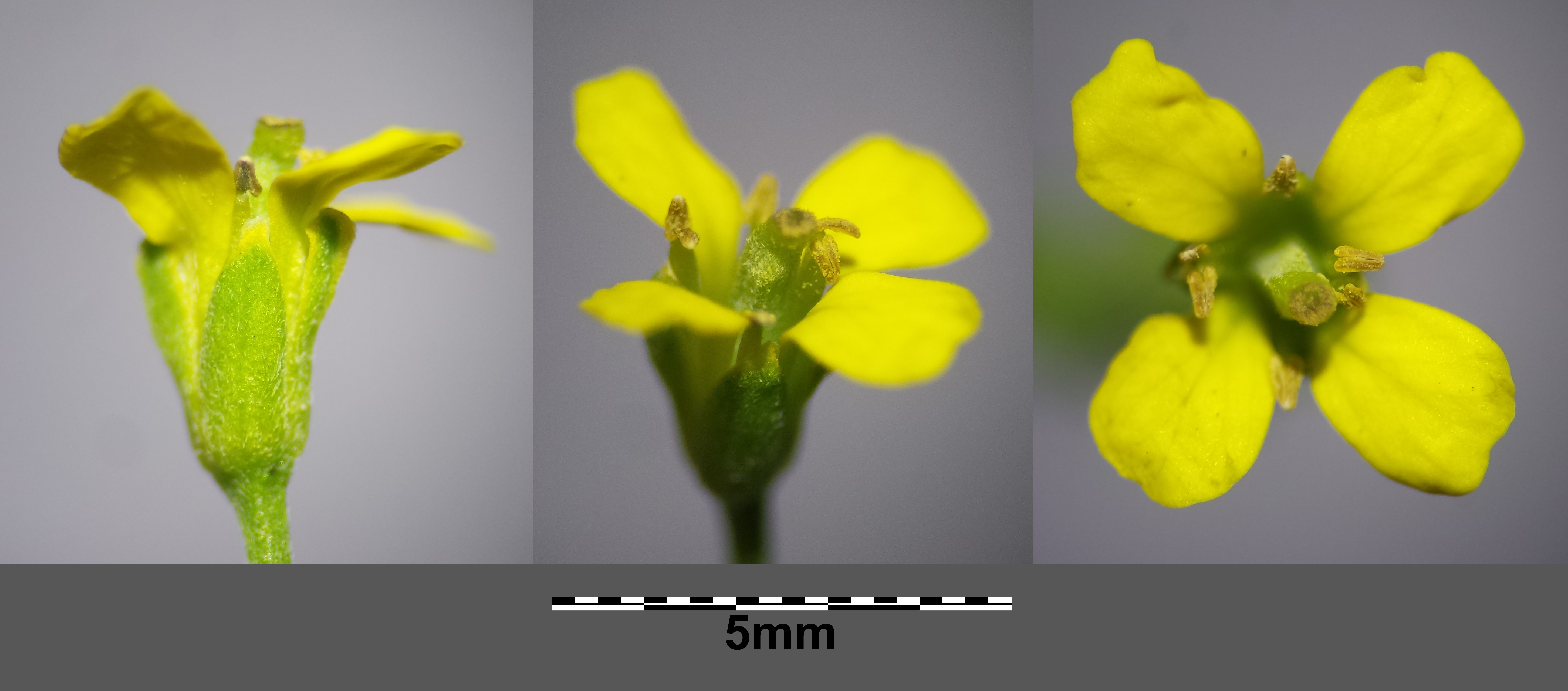
квітка
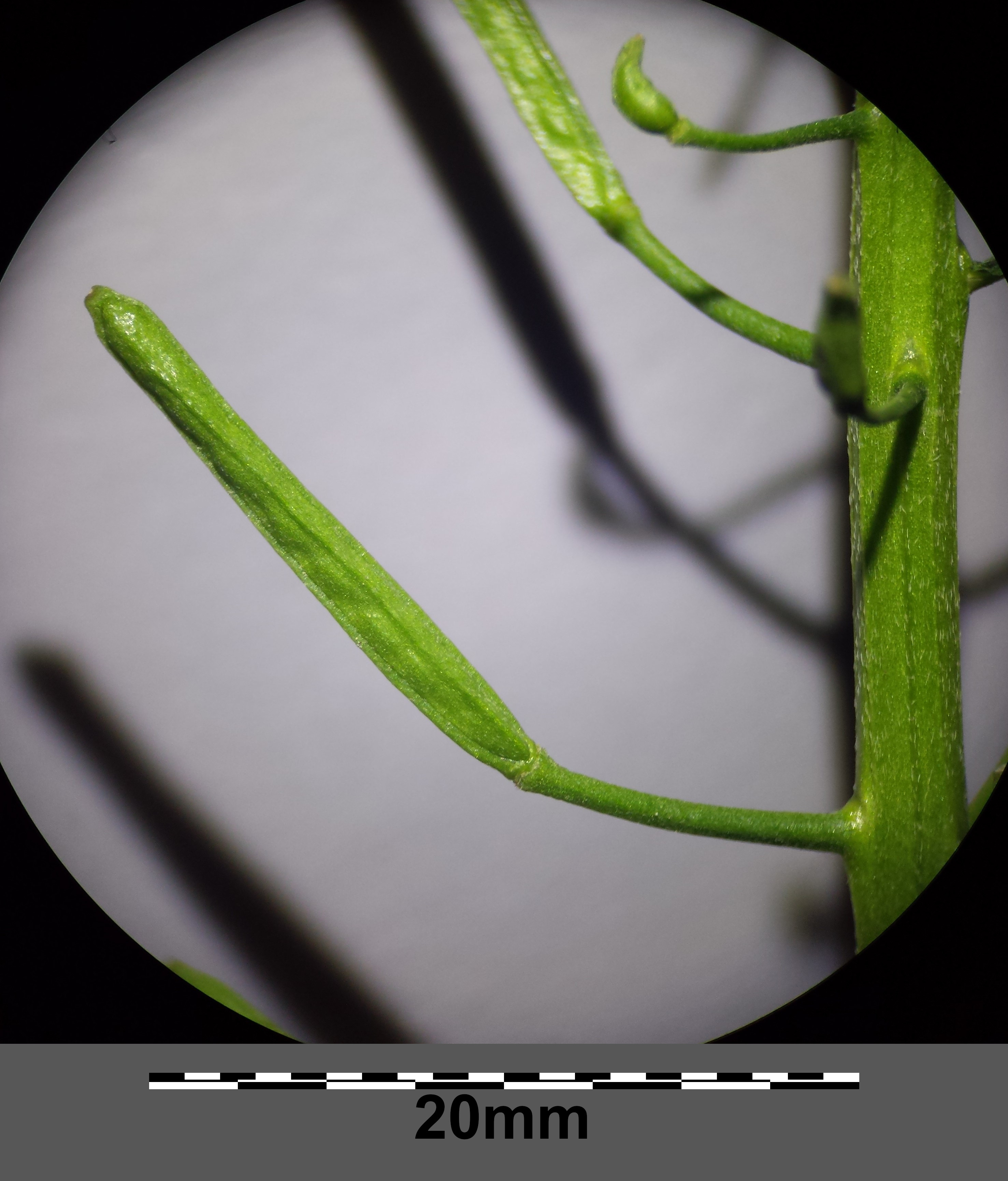
стручок
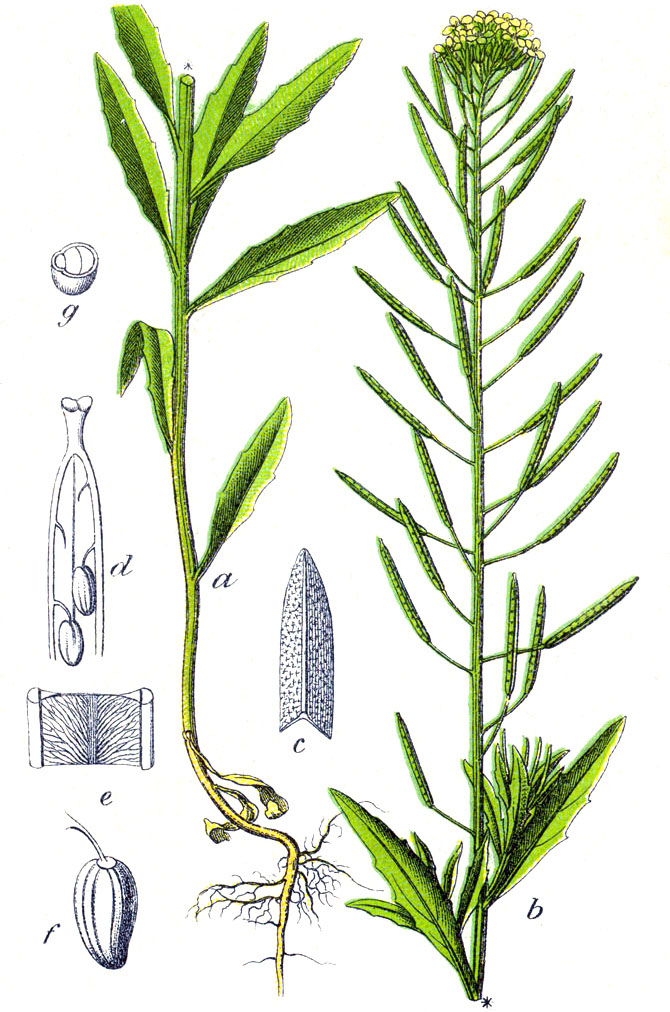
ілюстрація